# كران عليا
كران عليا (بالفارسية: کران علیا) هي قرية تقع في قسم ببه‌جيك (مقاطعة تشالدران) في إيران. يقدر عدد سكانها بـ 24 نسمة بحسب إحصاء 2016.